# Stellaster convexus
Stellaster convexus är en sjöstjärneart som beskrevs av Jacques Jangoux 1981. Stellaster convexus ingår i släktet Stellaster och familjen ledsjöstjärnor.
Artens utbredningsområde är Filippinerna. Inga underarter finns listade i Catalogue of Life.